# Reinhard Froehner
Reinhard Froehner (* 16. Februar 1868 in Dresden; † 15. November 1955 in Wilhelmshorst bei Potsdam) war ein deutscher Kreistierarzt und Veterinärhistoriker.

## Leben
Reinhard Froehner besuchte sieben Jahre das Wettiner Gymnasium seiner Heimatstadt und studierte als „Immaturus“ (ohne Abitur) Veterinärmedizin an der Tierärztlichen Hochschule Dresden. Hier gehörte er 1889 zu den Gründern des Corps Albingia Dresden. im Jahre 1889 erhielt er die Approbation und war dann als praktischer Tierarzt tätig. Nach dem 1891 abgelegten erforderlichen Examen war er Kreistierarzt in Hünfeld (1892–1896), Fulda (1897–1904) und Halle (Saale) (1905) tätig. Dazwischen erfolgten ein Zusatzstudium und die Promotion zum Dr. med. vet. in Bern. Um 1905 befasste er sich mit Naturwissenschaften, Landwirtschaft und Tierheilkunde und promovierte 1907 mit einer von Prof. Rudolf Disselhorst  (Halle/Saale) angeregten morphologisch-anatomischen Arbeit an der damals zuständigen Fakultät der Universität Leipzig  zum Dr. phil. Die längste Zeit war Froehner dann bis 1933 als Kreistierarzt in Groß-Strehlitz (Oberschlesien) tätig, zuletzt im Range eines Regierungsveterinärrates.
Er verfasste neben seiner hauptberuflichen Tätigkeit ab 1919 schon immer kleinere und größere Abhandlungen zur Veterinärgeschichte. Das setzte sich im Ruhestand bei Potsdam fort, wo er die zentralen Archive und Bibliotheken nutzen konnte. Es entstanden weit über 500 fachhistorische Aufsätze und einige Veröffentlichungen in Buchform. Sein dreibändiges Werk Kulturgeschichte der Tierheilkunde gilt dabei als grundlegend. Er führte eine umfassende Korrespondenz mit anderen Veterinärhistorikern des In- und Auslandes. An der Tierärztlichen Hochschule Berlin bzw. der Universität Berlin las er über die Geschichte der Veterinärmedizin. Seine umfangreiche Bibliothek vermachte er der Humboldt-Universität zu Berlin.

## Ehrenamt
Im Ehrenamt war Froehner mehrfach aktiv wirksam.
- Mitgründer des Vereins beamteter Tierärzte Preußens
- Mehrere Jahre hier Vorstandsmitglied
- Später Vertrauensmann für Oberschlesien und Mitglied des erweiterten Vorstands
- 10 Jahre Vorsitzender des Vereins Oberschlesischer Tierärzte
- Seit Gründung Vorsitzender der Oberschlesischen Tierärztekammer
- Dadurch Mitglied im Tierärztekammerausschuss, zuletzt als stellv. Vorstandsmitglied
- Bis 1914 Mitarbeiter in der Redaktion der Deutschen Tierärztlichen Wochenschrift, Sachgebiete: Veterinärwesen und Standesfragen
- Ab 1919 Beiträge zur Veterinärgeschichte in neun Fachzeitschriften
- Außerdem fachgeschichtlicher Referent für einige Jahresberichte Veterinärmedizin
- 1920–1934 Vorsitzender der Gesellschaft für Geschichte und Literatur der Veterinärmedizin
- Danach fachgeschichtlicher Sachberater und Schriftwalter in der Reichstierärztekammer

## Auszeichnungen
- Dr. med. vet. h. c. durch die Tierärztliche Hochschule Hannover (1943)
- Verleihung des Bandes des Corps Lugia Breslau, 1921[3]

## Schriften
- Die Stellung der Kreisthierärzte in Preussen in der Vergangenheit und Gegenwart. Eberlein, Hannover 1902, (Zugleich: Bern, Universität, Dissertation, 1902).
- mit Karl Wittlinger: Der preußische Kreistierarzt als Beamter, Praktiker und Sachverständiger. Für die Praxis. 4 Bände. Marcus, Berlin 1904–1905.
- Zur Morphologie und Anatomie der Halsanhänge beim Menschen und bei den Ungulaten (= Bibliotheca medica. Abtheilung A: Anatomie. Band 6, ZDB-ID 519023-X). Schweizerbarth, Stuttgart 1907, (Zugleich: Leipzig, Universität, Dissertation, 1907).
- Das Warmbrunner Pferdearzneibuch (= Abhandlungen aus der Geschichte der Veterinärmedizin. Band 1, ZDB-ID 537100-4). Richter, Leipzig 1925.
- Von Hexen und Viehverzauberung (= Abhandlungen aus der Geschichte der Veterinärmedizin. Band 7). Richter, Leipzig 1925.
- Fleischbeschaugeschichtliche Vorarbeiten (= Abhandlungen aus der Geschichte der Veterinärmedizin. Band 13 und 27). Richter, Leipzig 1927–1936.
- Zur tierärztlichen Standesgeschichte (= Abhandlungen aus der Geschichte der Veterinärmedizin. Band 17). Richter, Leipzig 1929.
- Zur persischen Hippologie und Hippiatrie des 11. Jahrhunderts (= Abhandlungen aus der Geschichte der Veterinärmedizin. Band 20). Richter, Leipzig 1929.
- Der neue städt. Schlachthof in Gr. Strehlitz. Denkschrift zur Eröffnung am 27. Juni 1929. Raabe, Oppeln 1929.
- Die Tierheilkunde des Abu Bekr ibn Bedr (= Abhandlungen aus der Geschichte der Veterinärmedizin. 23). Richter, Leipzig 1931.
- Kulturgeschichte der Tierheilkunde. 3 Bände (Bd. 1: Tierkrankheiten, Heilbestrebungen, Tierärzte im Altertum. Bd. 2: Die Tierheilkunde in Deutschland im Mittelalter und in der Neuzeit. Bd. 3: Geschichte des Veterinärwesens im Ausland.). Terra, Konstanz 1952–1954–1968.